# Orfeas Nicosia
El Orfeas Nicosia (en griego: Ορφέας Λευκωσίας) es un equipo de fútbol de Chipre que juega en la Cuarta División de Chipre, la cuarta categoría de fútbol en el país.

## Historia
Fue fundado el 15 de mayo de 1948 en la capital Nicosia y en 1959 juega por primera vez en la Primera División de Chipre tras lograr el ascenso de la segunda categoría. El club pasó 4 temporadas consecutivas en la máxima categoría hasta su descenso en 1964 cuando el campeonato fue abandonado.
El club ha disputado más de 130 partidos en la Primera División de Chipre, pero en su historia han estado principalmente en la Tercera División de Chipre.

## Estadio
Su estadio es el Estadio Orfeas, ubicado en la frontera que divide a griegos y turcos luego de la invasión turca en 1974 y el territorio es controlado por la armada británica. Es estadio cuenta con capacidad para 2,500 espectadores.

## Palmarés
- Cypriot Second Division: 2

1957–58, 1964–65
- Cypriot Third Division: 1

1978–79
- Cypriot Fourth Division: 1

2002–03